# 黄斑园蛛
黄斑园蛛（学名：Araneus ejusmodi），又名黃斑鬼蛛、妖鬼蛛，为园蛛科园蛛属的动物。分布于日本、台湾岛以及中国大陆的上海、浙江、江西、湖南、山东、湖北、安徽、四川、山西、江苏、福建、河南、广东、广西、陕西、贵州等地，主要栖息于旱地、果园、茶园和树林，以及较潮湿的灌木丛中和稻田中。该物种的模式产地在日本。